# Google Guava
Google Guava — це набір загальних бібліотек на Java з відкритим кодом, переважно розроблений інженерами Google.